# Guy den Ouden
Guy den Ouden (* 8. April 2002 in Utrecht) ist ein niederländischer Tennisspieler.

## Persönliches
Guy den Ouden ist der Sohn von Arnoud und Anne den Ouden, die beide ebenfalls Tennis spielten. Vor seiner Spezialisierung auf Tennis spielte er Fußball. Den Ouden trainierte am nationalen Tenniscenter der Niederlande und spielte dort unter anderem mit Botic van de Zandschulp und Robin Haase. Er gewann nationale Meistertitel in den Altersklassen U16 und U18.

## Karriere
Zwischen 2017 und 2020 spielte den Ouden auf der ITF Junior Tour, wobei er nur einmal an einem Grand-Slam-Turnier teilnahm. Bei den French Open 2020 besiegte er den an Position zwei gesetzten Arthur Cazaux und erreichte das Halbfinale. Insgesamt holte er vier Einzel- und acht Doppeltitel bei unterklassigen Juniorenturnieren und kletterte bis auf Platz 19 der Junioren-Rangliste.
2020 begann er ein Studium an der Pepperdine University und war dort im College Tennis aktiv. Nach nur einem Jahr, in dem er im Doppel als All-American ausgezeichnet wurde, entschied sich den Ouden, die Hochschule zu verlassen, um sich auf eine Profikarriere zu konzentrieren.
Den Ouden bestritt sein erstes Profiturnier 2020 und gewann 2021 seine ersten vier Einzeltitel auf der ITF Future Tour, wodurch er in der Tennisweltrangliste auf Platz 638 vorstieß. Nach einem weiteren Einzeltitel im Jahr 2022 zwang ihn eine Verletzung zu einer längeren Pause, was zu einem Rangverlust führte. 2023 erreichte er mit seinem zweiten Doppeltitel auf der Future Tour sein Karrierehoch von Rang 540, legte den Fokus jedoch anschließend vollständig auf das Einzel. Mit fünf weiteren Titeln stieg er dort erstmals in die Top 400 ein.
Im Jahr 2024 war den Ouden sowohl bei Futures als auch bei Turnieren der ATP Challenger Tour aktiv. Nach seinem elften Future-Titel gewann er sein erstes Challenger-Turnier beim Izida Cup in Dobrich, Bulgarien, ohne während des gesamten Turniers seinen Aufschlag abzugeben. Im Finale besiegte er seinen Landsmann Jelle Sels. Anschließend erreichte er in der Weltrangliste Rang 270.

## Erfolge
| Legende (Anzahl der Siege) |
| Grand Slam                 |
| ATP Finals                 |
| ATP Tour Masters 1000      |
| ATP Tour 500               |
| ATP Tour 250               |
| ATP Challenger Tour (1)    |

### Einzel

#### Turniersiege
| Nr. | Datum              | Turnier   | Belag | Finalgegner | Ergebnis |
| --- | ------------------ | --------- | ----- | ----------- | -------- |
| 1.  | 14. September 2024 | Dobritsch | Sand  | Jelle Sels  | 6:2, 6:3 |